# Detif
Detif es un poblado de Chile de la comuna de Puqueldón, Región de Los Lagos. Se ubica en el sudeste de isla Lemuy, perteneciente al archipiélago de Chiloé. Su nombre significa «ruido del viento». Se encuentra a 21 km de distancia de la aldea de Puqueldón, centro administrativo de la comuna.

## Descripción
La localidad tiene 126 habitantes según el censo de 2017, de los cuales 33 viven en el caserío en sí, donde se encuentra la Iglesia de Detif. Se encuentra en la península del mismo nombre, aledaña a otros sectores como Apahuén y Huiñay (la península tiene en total 389 habitantes).
Las principales actividades económicas del seson la agricultura (principalmente papas), la ganadería ovina y bovina, y la pesca.[cita requerida]

## Iglesia de Detif

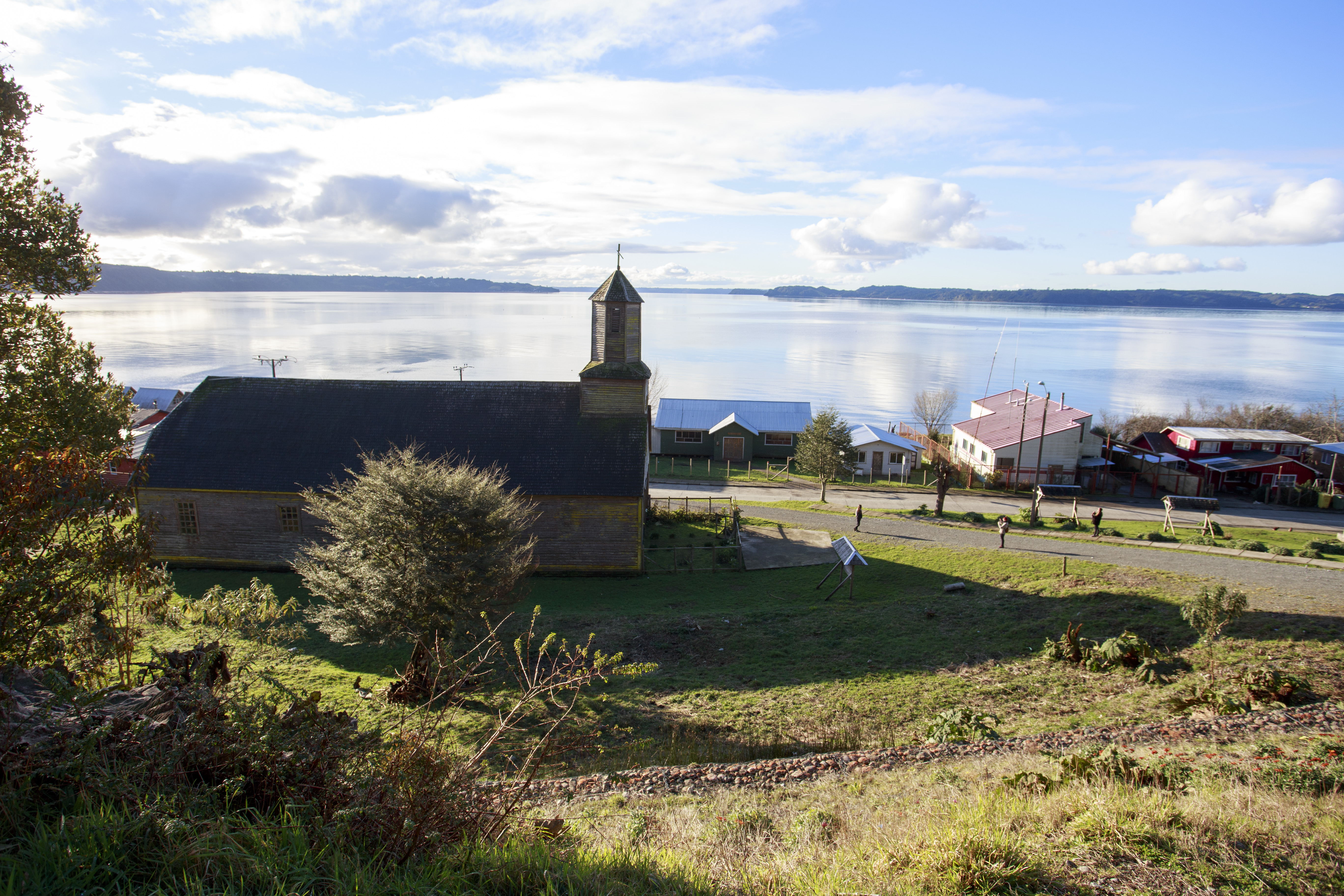
Iglesia de Detif y su entorno, 2017.

La primera capilla de Detif fue construida en 1734. La actual Iglesia de Detif es una de las atracciones turísticas más importantes de la isla. Fue construida en el centro del pueblo, cerca de la playa, a principios del siglo XIX. Para su construcción se utilizó madera de coigüe y alerce. La iglesia fue construida sobre una base de piedra para protegerla contra la humedad del suelo, y forrada con tejuelas de alerce. Debido a la escasez de metales en las islas Lemuy y Chiloé, no fueron usados clavos de hierro sino remaches de madera.
La iglesia tiene una torre compuesta de dos cuerpos que se levantan por encima de la fachada. La fachada tiene un pórtico con cinco arcos abiertos hacia una explanada, un espacio abierto que se halla frente al templo. El interior está compuesto por tres naves separadas por líneas de pilares; en él hay una gran cantidad de barcos de madera colgando del cielo. Se trata de ofrendas votivas donadas por marineros que volvieron con vida. Además existen imágenes de vestir restauradas, de la Virgen de la Candelaria y de Jesús Nazareno. La iglesia que pertenece a la Diócesis de Ancud cuenta con un incensario de bronce muy antiguo. La patrona de la iglesia es la Virgen de Lourdes.
El 10 de agosto de 1999 fue declarada Monumento Nacional, y en noviembre de 2000, Patrimonio de la Humanidad por la Unesco. La iglesia fue restaurada en 1996 y posteriormente en 2001. Las principales fiestas religiosas son Jesús Nazareno (7 de marzo), Virgen de Lourdes (25 de marzo) y Santa Teresita (16 de junio).

## Vías de acceso
A Lemuy se accede desde la Isla Grande atravesando el canal Yal, entre las localidades de Huicha, 4 km al sur de Chonchi, y Chulchuy en el oeste de Lemuy. Existe un servicio de transbordadores entre ambos puntos y autobuses que hacen la ruta Detif-Castro, la capital de la provincia. El aeropuerto más cercano se encuentra en Mocopulli, a 18 km de Castro.